# Apostolische vaders

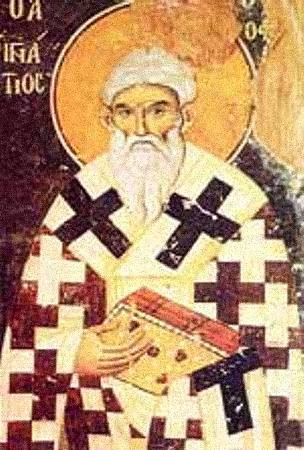
Ignatius

Met de benaming apostolische vaders wordt een groep kerkvaders bedoeld uit de late 1e eeuw en vroege 2e eeuw na Chr. De apostolische vaders volgen op de schrijvers van het Nieuwe Testament en hadden (naar verluidt) de apostelen persoonlijk gekend of anderen die ooggetuigen waren van het openbare optreden van Jezus Christus.
De geschriften van de apostolische vaders zijn ontstaan in de periode 90-160 na Chr. en bestaan uit verhandelingen, brieven, fragmenten en apologieën (verweerschriften). De geschriften van de apostolische vaders zijn van het grootste belang voor onze kennis van het vroege christendom en bieden inzicht in de ontvangst van de Bijbelse boodschap en de opbouw van de vroege christengemeenschappen.

## Documenten van de apostolische vaders
De term apostolische vaders werd voor het eerst gebruikt door J. B. Cotelier die in 1672 is begonnen met het verzamelen en bijeenbrengen van deze documenten. Op dit moment worden tot de documenten van de apostolische vaders gerekend:
- De zeven brieven van Ignatius van Antiochië
- De brief van Polycarpus van Smyrna aan de christenen in Philippi
- Het martelaarschap van Polycarpus (Martyrium Polycarpi, een tekst over de marteldood van Polycarpus)
- De eerste[1] en tweede[2] brief van Clemens van Rome (Paus Clemens I)
- Het onderwijs van de twaalf apostelen, de Didachè[3]
- De brief van Barnabas[4]
- Fragmenten van Papias
- De brief aan Diognetus[5]
- De apologie van Quadratus
- De herder van Hermas[6]

Van Ignatius en Polycarpus is bekend dat zij als martelaar gestorven zijn. Hermas was een broer was Paus Pius I. Mogelijk is hij slaaf geweest.

## Citaten
De vaders citeren dikwijls uit het Nieuwe Testament en zijn daardoor een bron voor de tekstkritiek van de Bijbel. Doordat bekend is waar ze leefden en wanneer, kan een bepaalde variant gekoppeld worden aan een plaats en een tijd, en kunnen er families van teksten gevormd worden: er wordt onderscheid gemaakt tussen de Byzantijnse, Caesareaanse, Westerse en de Alexandrijnse tekst.